# Les Soldats du droit
L'organisation Jund al-Haqq (« Les Soldats du droit ») a revendiqué en 1988 et 1989 depuis Beyrouth un enlèvement près de Saïda (Liban) et quatre assassinats à Bruxelles et à Bangkok, ainsi qu'une tentative d'assassinat à Karachi. La nature exacte de ce groupe n'a jamais pu être clairement établie, ni même la réalité de son existence. À l'époque, ses actions ont été imputées au Fatah-Conseil révolutionnaire du palestinien Abou Nidal. Début 2008, les trois assassinats commis à Bruxelles qu'elle avait revendiqués en 1989 ont été attribués à un « réseau Belliraj », du nom d'Abdelkader Belliraj, dont les aveux sont toutefois entachés de suspicion parce qu'obtenus par les autorités marocaines sous la torture.

## Chronologie des revendications au nom des «Soldats du droit»
- 18 décembre 1988 : revendication à Beyrouth par « Les Soldats du droit », une dénomination à l'époque totalement inconnue, de l'enlèvement, perpétré le 21 mai au Liban-Sud, près du camp palestinien de Rachidyé, du médecin belge Jan Cools, qui travaillait pour le N.O.R.W.A.C., une organisation humanitaire médicale norvégienne; dans le communiqué, ce militant de « Médecine pour le peuple » et du Parti du travail de Belgique (marxiste-léniniste de tendance maoïste) est accusé d'avoir été engagé par « des services secrets occidentaux et le Mossad israélien », après son service militaire dans l'armée belge, puis d'avoir rejoint, « sur instructions » de ces services secrets les « Médecins pour le tiers monde », puis une « association médicale financée par les incroyants de la péninsule Arabique, la dynastie des Saoud, ennemie de l'Islam et des musulmans, serviteur des Américains et des juifs »; le 6 novembre, le Fatah-Conseil révolutionnaire d'Abou Nidal, avait affirmé que le Dr Cools « était aux mains d'une partie libanaise qui poursuit son interrogatoire »[1]
- 27 décembre 1989 : revendication d'un attentat à Karachi, où le diplomate séoudien Hassan Ali al-Amri est grièvement blessé[2]; selon la Fondation pour la démocratie en Iran, ce diplomate aurait en fait été un agent de renseignements séoudien, et l'auteur des faits, un tueur à gages turc, aurait avoué lors de son arrestation en mars 1996 avoir agi pour compte de l'Iran[3]
- 5 janvier 1989 : revendication à Beyrouth de l'assassinat d'un diplomate séoudien à Bangkok, commis la veille, celui-ci étant accusé d'avoir servi les « hérétiques » au pouvoir à Ryad[2]
- 31 mars 1989 : revendication à Beyrouth de l'assassinat deux jours plus tôt à Bruxelles de l'Imam Abdullah al-Ahdal et du bibliothécaire de la Grande mosquée du Cinquantenaire (Centre islamique et culturel de Belgique, dépendant de la Ligue islamique mondiale basée en Arabie séoudite), le communiqué mentionne que « Notre organisation, qui a foi en la nécessité de remplir ses devoirs islamiques et d'élargir le cercle du Jihad pour poursuivre les ennemis de Dieu et de l'Islam où qu'ils se trouvent, annonce sa responsabilité dans l'exécution de la sentence de Dieu contre les deux traîtres Abdallah al-Ahdal et Salem al-Buhairi »[4]
- 5 octobre 1989 : revendication à Beyrouth de l'assassinat à Bruxelles du Dr. Joseph Wybran, président du Comité de coordination des organisations juives de Belgique[5]

## Dossier corrélé
Un autre assassinat perpétré le 20 juin 1989 à Bruxelles, celui du chauffeur égyptien de l'ambassade d'Arabie saoudite, Samir Gahez-Rasoul, a lui été revendiqué depuis Beyrouth par une autre organisation totalement inconnue, les « Frères de la Péninsule arabique » (ou « Hommes libres de la péninsule arabe »). Il pourrait toutefois s'agir de l'œuvre du même groupe, agissant pour le compte d'Abou Nidal. Cet assassinat aurait été un "dommage collatéral", l'objectif étant un diplomate séoudien, c'est du moins ce qu'Abdelkader Belliraj aurait déclaré en février 2008 au cours des interrogatoires

## Sources
1. ↑  Un groupe inconnu a revendiqué le rapt du Dr Cools, AFP, 19 décembre 1988
2. 1 2  Les ravisseurs de J. Cools: à Bangkok, c'est nous, Le Soir (d'après AFP), 6 janvier 1989
3. ↑  Alleged Victims of Iranian government "hit squads," 1979-1996 as compiled from public sources by the Foundation for Democracy in Iran, released: May 6, 1996
4. ↑  Martine Vandemeulebroucke, L'assassinat de l'imam de la mosquée de Bruxelles est revendiqué à Beyrouth, Le Soir, 31 mars 1989
5. ↑  Alain Guillaume, Les Soldats du droit revendiquent à Beyrouth la mort du Dr Wybran, Le Soir, 5 octobre 1989
6. ↑  Gilbert Dupont, Belliraj tuait pour A. Nidal, La Dernière Heure, 15 octobre 2008